# Синхронное плавание на летних Олимпийских играх 2020 — дуэты
Соревнования по синхронному плаванию среди дуэтов на Летних Олимпийских играх 2020 прошли с 2 по 4 августа в Токийском Центр водных видов спорта. В соревнованиях приняли участие 48 спортсменок из 24 стран.
Олимпийскими чемпионками стали Светлана Колесниченко и Светлана Ромашина из сборной России. Серебряными призерками стали спортсменки из Китая Хуан Сюэчэнь и Сунь Вэньянь, а бронзовыми призёрами стали спортсменки из Украины Марта Федина и Анастасия Савчук.

## Расписание
Время местное (UTC+9)
| Дата           | Время | Раунд                  |
| -------------- | ----- | ---------------------- |
| 2 августа 2021 | 19:30 | Произвольная программа |
| 3 августа 2021 | 19:30 | Техническая программа  |
| 4 августа 2021 | 19:30 | Финал                  |

## Медалисты
| Дисциплина | Золото                                          | Серебро                             | Бронза                                    |
| Дуэты      | ОКР · Светлана Колесниченко · Светлана Ромашина | Китай · Хуан Сюэчэнь · Сунь Вэньянь | Украина · Марта Федина · Анастасия Савчук |

## Результаты

### Финал
| Место | Страна     | Спортсмены                                       | Программа    | Программа   | Сумма    |
| Место | Страна     | Спортсмены                                       | Произвольная | Техническая | Сумма    |
| ----- | ---------- | ------------------------------------------------ | ------------ | ----------- | -------- |
| 1     | ОКР        | Светлана Колесниченко и Светлана Ромашина        | 98,8000(1)   | 97,1079(1)  | 195,9079 |
| 2     | Китай      | Хуан Сюэчэнь и Сунь Вэньянь                      | 96,9000(2)   | 95,5499(2)  | 192.4499 |
| 3     | Украина    | Марта Федина и Анастасия Савчук                  | 95,6000(3)   | 93,8620(3)  | 189.4620 |
| 4     | Япония     | Юкико Инуи и Мегуму Есида                        | 94,4667(4)   | 93,3499(4)  | 187.8166 |
| 5     | Канада     | Жаклин Симоно и Клаудия Хольцнер                 | 93,0000(5)   | 91,4798(5)  | 184.4798 |
| 6     | Италия     | Линда Черрути и Констанца Ферро                  | 92,4667(6)   | 92,3667(6)  | 183.5702 |
| 7     | Австрия    | Анна-Мария Александри и Эйрини-Марина Александри | 90,5000(7)   | 90,3773(7)  | 182.1773 |
| 8     | Франция    | Шарлотта Трамбле и Лора Трамбле                  | 89,6333(8)   | 87,3474(8)  | 176.9807 |
| 9     | Нидерланды | Брегье де Брауэр и Нуртье де Брауэр              | 88,9000(9)   | 87,2612(9)  | 176.1612 |
| 10    | Испания    | Алиса Ожогина и Ирис Тио Касас                   | 88,6667(10)  | 86,9281(11) | 175.5948 |
| 11    | Беларусь   | Василина Хондошко и Дарья Кулагина               | 87,8000(11)  | 87,2101(10) | 175.0101 |
| 12    | Мексика    | Нурия Диосдадо и Хоана Хименес Гарсия            | 86,5667(12)  | 86,6190(12) | 173.1857 |